# Cantón de Ajaccio-7
El cantón de Ajaccio-7 era una división administrativa francesa, que estaba situada en el departamento de Córcega del Sur y la región de Córcega.

## Composición
El cantón estaba formado por cinco comunas, más una fracción de la comuna que le daba su nombre:
- Afa
- Ajaccio (fracción)
- Alata
- Appietto
- Bastelicaccia
- Villanova

## Supresión del cantón de Ajaccio-7
En aplicación del Decreto n.º 2014-229 de 24 de febrero de 2014, el cantón de Ajaccio-7 fue suprimido el 22 de marzo de 2015 y sus 6 comunas pasaron a formar parte; tres del nuevo cantón de Ajaccio-5, dos del nuevo cantón de Gravona-Prunelli y la fracción de la comuna que le daba su nombre se unió con las demás para que, por medio de una reestructuración cantonal, fueran creados los nuevos cantones de Ajaccio-1, Ajaccio-2, Ajaccio-3, Ajaccio-4 y Ajaccio-5.